# Los Paredes (Murcia)
«Los Paredes» o «Los Paredes de Roche» es una localidad que se encuentra en la Región de Murcia, España.
Las poblaciones más cercanas son:
- El Ferriol (1,5 km) y Alumbres (1,9 km).

- Datos: Q5980142